# クルックス鉱
クルックス鉱(Crookesite)は、銅とセレンから構成されるセレン化鉱物である。タリウムや銀を含むものもある。

## 特徴
化学組成は、Cu7(Tl,Ag)Se4または(Cu,Tl,Ag)2Seと報告されている。熱水流からの沈殿により生成し、質量比でタリウム16.3%、銅47.3%、銀2.9%、セレン33.6%を含む。
クルックス鉱は、不透明、青灰色から桃茶色の金属質の鉱物で、正方晶である。モース硬度は2.5-3、比重は6.9である。

## 発見と命名
1866年にスウェーデンのSkrikerumで発見された。タリウムの発見者であるイギリスの化学者ウィリアム・クルックスの名前に因んで命名された。